# Psychodomorpha
Psychodomorpha (лат.) — инфраотряд длинноусых двукрылых насекомых (Nematocera, Diptera). Около 3000 видов. Объединяет группу семейств на основании синапоморфных признаков строения ротовых органов личиночных стадий развития. 

## Описание
Включает мелких двукрылых, таких как комары-гнильницы (0,5—4 мм), бабочницы (до 3,5 мм; их крылья покрыты мелкими чешуйками) и разноножки (4—10 мм). Москиты имеют значение как переносчики заболеваний человека и животных, в частности — лейшманиозов, бартонеллёза и лихорадки паппатачи (москитная лихорадка). В ископаемом состоянии известны из юрского периода. 

## Классификация
В большинстве исследований рассматривается как одна из предполагаемых филогенетических корневых ветвей, давшая начало короткоусым двукрылым.
- Надсемейство Anisopodoidea Knab, 1912 (Alexander, 1927)[4]
  - Anisopodidae Edwards, 1921 sensu lato (включая Mycetobiidae Winnertz, 1863)
- Надсемейство Psychodoidea Crampton, 1924
  - Psychodidae Newman, 1834 (включая москитов Phlebotomidae)
- Надсемейство Scatopsoidea Rohdendorf, 1951
  - Canthyloscelidae Shannon, 1927 (Rodendorf, 1951)[5] sensu lato (включая Synneuridae Enderlein, 1936)
  - Perissommatidae Colless, 1962 (или в Bibionomorpha)
  - Scatopsidae Newman, 1834 (Enderlein, 1911)
  - Trichoceridae Rondani, 1841
  - Valeseguyidae Amorim & Tozoni, 1994[6]

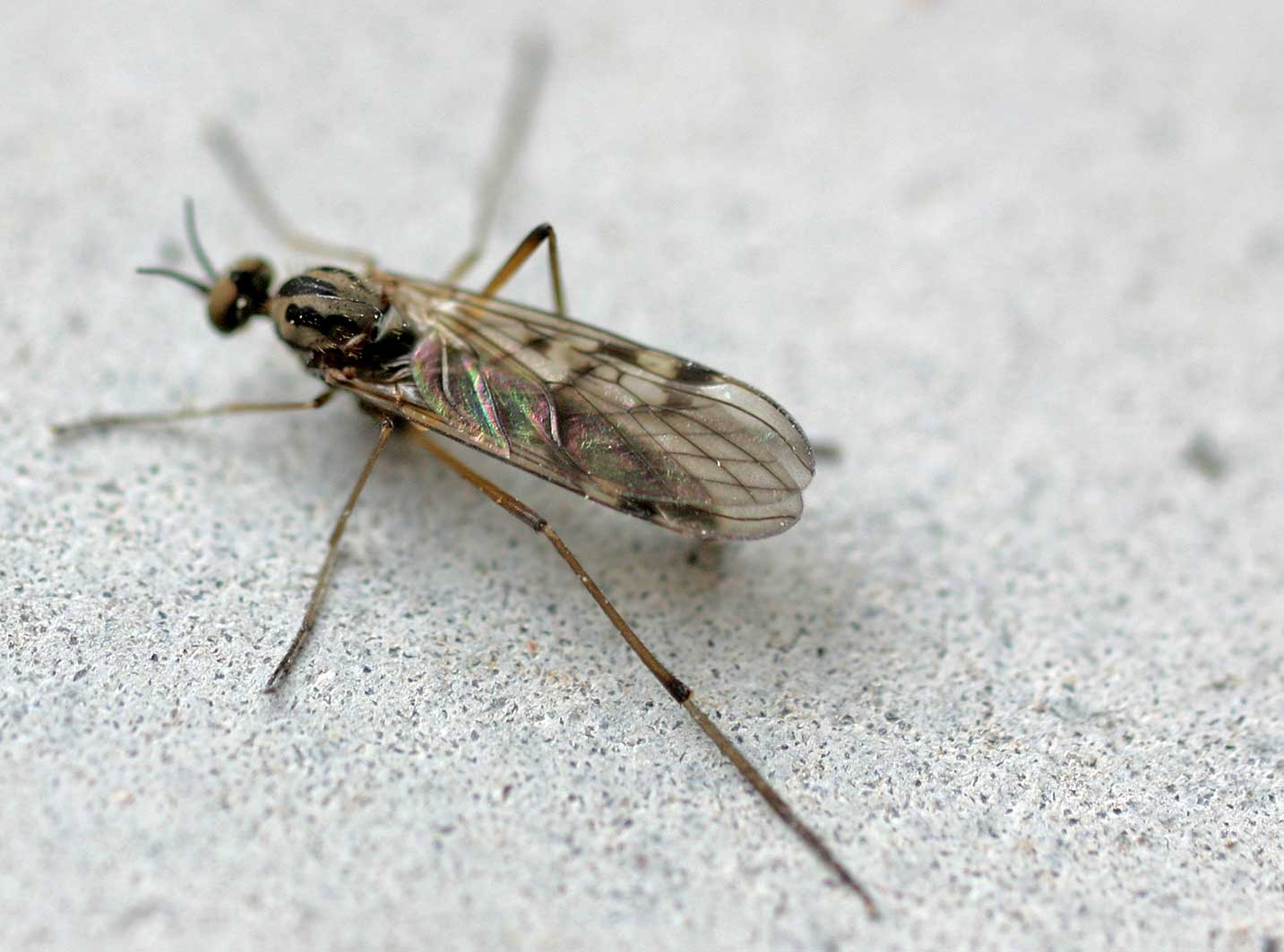
Разноножки (Sylvicola fenestralis, Anisopodidae), 150 видов
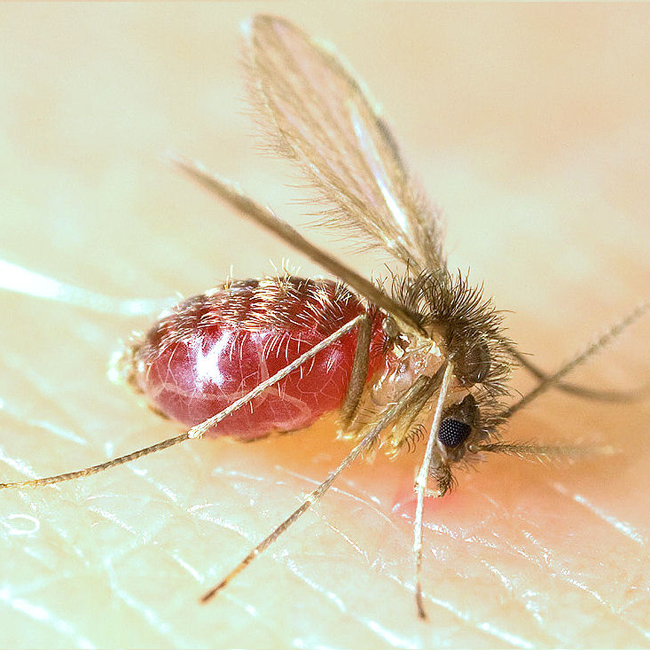
Москит из сем. Бабочницы (Psychodidae), 3000 видов
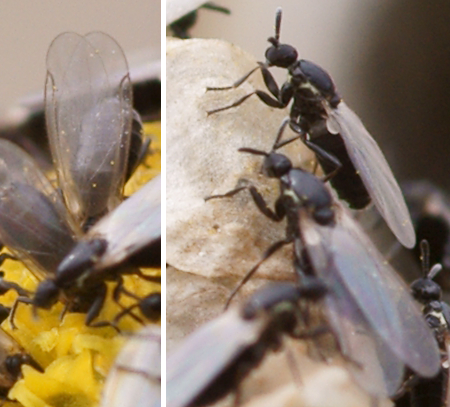
Гнильницы (Scatopsidae), 350 видов
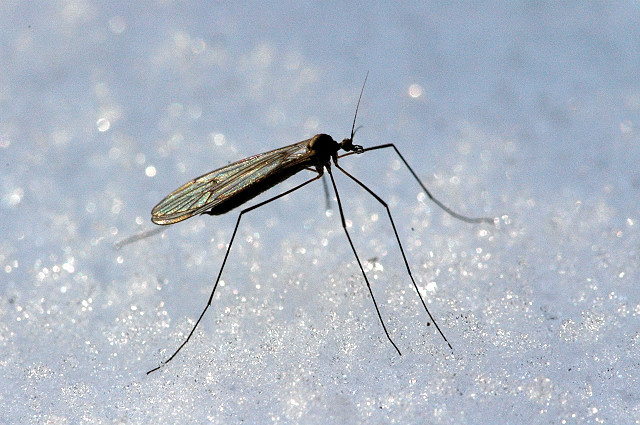
Зимние комары (Trichoceridae), 200 видов